# Sergej Fokičev
Sergej Rostislavovič Fokičev (rusky Сергей Ростиславович Фо́кичев; * 4. února 1963 Čerepovec, Ruská SFSR) je bývalý sovětský rychlobruslař.
Na velkých mezinárodních závodech se poprvé představil v roce 1984. Tehdy na Zimních olympijských hrách získal zlatou medaili v závodě na 500 m, což byl největší úspěch celé jeho kariéry. Toho roku se umístil také na pátém místě na Mistrovství světa ve sprintu. V závodech Světového poháru se v jeho premiérovém ročníku poprvé objevil na podzim 1985. Pátou příčku na světovém sprinterském šampionátu zopakoval v roce 1987. Zúčastnil se zimní olympiády 1988, kde skončil čtvrtý na trati 500 m. Sportovní kariéru ukončil po sezóně 1991/1992.